# Campo Grande, Mexiko
Campo Grande är en ort i Mexiko.   Den ligger i kommunen San Cristobal De Casas och delstaten Chiapas, i den sydöstra delen av landet, 800 km öster om huvudstaden Mexico City. Campo Grande ligger 1 730 meter över havet och antalet invånare är 168.
Terrängen runt Campo Grande är kuperad åt sydost, men åt nordväst är den bergig. Runt Campo Grande är det ganska tätbefolkat, med 104 invånare per kvadratkilometer. Närmaste större samhälle är San Cristóbal de las Casas, 17,7 km norr om Campo Grande. I omgivningarna runt Campo Grande växer huvudsakligen savannskog.